# Walter F. Scott

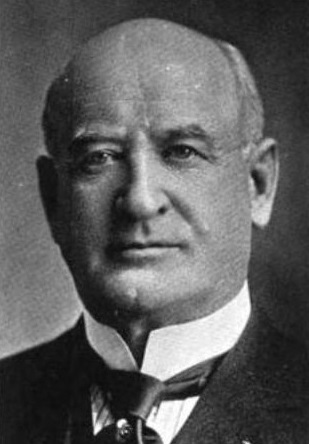
Walter F. Scott

Walter F. Scott (* 5. Dezember 1856 in Barre, Vermont; † 1938) war ein US-amerikanischer Bankmanager und Politiker, der von 1915 bis 1923 State Treasurer von Vermont war.

## Leben
Walter F. Scott wurde als Sohn von Charles A. und Elvira H. Scott geboren. Er besuchte das Goddard Seminar in Barre. Von 1878 bis 1880 war er Clerk der Central Vermont Railway in Brandon, Vermont. Für die Brandon National Bank arbeitete er ab 1880. Ab 1883 als Kassierer.
Als Mitglied der Republikanischen Partei war er mehr als 20 Jahre Treasurer von Brandon. 1906 wurde er in das Repräsentantenhaus von Vermont gewählt, 1908 in den Senat von Vermont. Er war Mitglied in der Kommission Mittel und Wege sowie Bankwesen und als Senator war er Vorsitzender der Bankenkommission sowie Mitglied im Ausschuss für Versicherungen und die Entwicklung des Staats- und Gerichtswesen.
Im Jahr 1914 gewann er die Wahl zum Treasurer von Vermont. Dieses Amt übte er von 1915 bis 1923 aus.
Walter F. Scott starb im Jahr 1938. Sein Grab befindet sich auf dem Greenwood Cemetery in St. Albans, Vermont.